# منذر خطیب
منذر خطیب (عربی: منذر الخطيب؛ زادهٔ  ۴ آوریل ۱۹۳۶) ورزشکار تیراندازی سابق اهل سوریه است. او در رشته تراپ در بازی‌های المپیک تابستانی ۱۹۷۲ شرکت کرد.